# Iwkowa (gemeente)
De gemeente Iwkowa is een landgemeente in het Poolse woiwodschap Klein-Polen, in powiat Brzeski (Klein-Polen).
De zetel van de gemeente is in Iwkowa.
Op 30 juni 2016 telde de gemeente 6 322 inwoners.

## Oppervlakte gegevens
In 2002 bedroeg de totale oppervlakte van gemeente Iwkowa 47,19 km², waarvan:
- agrarisch gebied: 65%
- bossen: 27%

De gemeente beslaat 8% van de totale oppervlakte van de powiat.

## Demografie
Stand op 30 juni 2004:
| Omschrijving                   | Totaal | Totaal | Vrouwen | Vrouwen | Mannen | Mannen |
| ------------------------------ | ------ | ------ | ------- | ------- | ------ | ------ |
| eenheid                        | aantal | %      | aantal  | %       | aantal | %      |
| inwoners                       | 5 999  | 100    | 3 018   | 50,3    | 2 981  | 49,7   |
| bevolkingsdichtheid (inw./km²) | 127,1  | 127,1  | 64      | 64      | 63,2   | 63,2   |

In 2002 bedroeg het gemiddelde inkomen per inwoner 1 287,62 zł.

## Administratieve plaatsen (sołectwo)
Dobrociesz, Drużków Pusty, Iwkowa, Kąty, Połom Mały, Porąbka Iwkowska, Wojakowa.

## Aangrenzende gemeenten
Czchów, Laskowa, Lipnica Murowana, Łososina Dolna